# Salisbury, New York
Salisbury är en ort i Nassau County i delstaten New York, USA.